# Haroun El Poussah
 (février 2008).
Si vous disposez d'ouvrages ou d'articles de référence ou si vous connaissez des sites web de qualité traitant du thème abordé ici, merci de compléter l'article en donnant les références utiles à sa vérifiabilité et en les liant à la section « Notes et références ».
Haroun El Poussah est le calife de Bagdad dans la série de bandes dessinées Les Aventures du calife Haroun El Poussah, ultérieurement rebaptisée Iznogoud, créée par René Goscinny (scénario) et Jean Tabary (dessin). Il est l'un des trois personnages (avec Iznogoud et Dilat Laraht) à être presque toujours présent dans toutes les histoires.
Son nom est construit sur ceux du calife Haroun ar-Rachid et sur le jouet « poussah » (appelé aussi culbuto), qui désigne par extension un homme gros.
Si Dilat est déjà plutôt enveloppé, Haroun El Poussah est clairement obèse, passant le plus clair de son temps à manger et dormir. Bon, doux, paresseux et débonnaire, le Calife est adoré de son peuple, et n'a jamais aucun conflit avec ses sujets. Il est en cela le contraire absolu d'Iznogoud. Il est complètement stupide, comme le prouve le fait qu'il est le seul dans tout Bagdad à ne pas savoir qu'Iznogoud est un véritable monstre qui rêve de prendre sa place. Il a au contraire toute confiance en son grand vizir, qu'il appelle « Mon bon Iznogoud », et qu'il adore. Il est cependant doté d'une chance extraordinaire, qui lui permet d'échapper à tous les stratagèmes d'Iznogoud pour le détrôner : à chaque fois qu'Iznogoud tente quelque chose contre lui, le plan tourne mal de lui-même et se retourne contre le grand Vizir, qui tombe dans son propre piège. Malgré cela, la confiance du Calife envers lui est toujours démesurée.
Le Calife joue le rôle de héros à la place d'Iznogoud dans l'épisode Une Carotte pour Iznogoud, où il découvre (enfin) que son grand vizir est mauvais. Atterré par cette découverte, il part à la recherche d'une carotte, qu'il trouve au terme d'une longue aventure, et qu'il offre à manger à Iznogoud dans l'espoir de le rendre aimable (selon la croyance populaire que manger des carottes rend aimable). Mais, à l'insu du Calife, le cuisinier cuisine seulement les feuilles et jette la carotte elle-même, qui n'est donc pas donnée à Iznogoud. Ce dernier reste donc mauvais, et le calife, croyant que ce n'est plus le cas, le croit à nouveau gentil.
D'après l'album Iznogoud enfin Calife, Haroun El Poussah possèderait trois frères, nommés respectivement Deroun, Troiroun et Katroun, et qu'il a tous reniés sous l'influence d'Iznogoud.
À noter que le Califat d'Haroun El Poussah est en réalité une démocratie, où le Calife est élu tous les dix ans. Toutefois, comme seul le Calife a le droit de vote, le résultat des élections est toujours le même.
Dans le film réalisé par Patrick Braoudé en 2005, Haroun El Poussah est interprété par Jacques Villeret, décédé avant la sortie du long métrage.